# Stevia karwinskyana
Stevia karwinskyana là một loài thực vật có hoa trong họ Cúc. Loài này được Steud. miêu tả khoa học đầu tiên năm 1841.